# 日常注意力测试
日常注意力测试（Test of everyday attention，TEA）是为了测量18至80岁的成年人的注意力而设计的。该测试包括8个代表日常任务的子集，并有三种平行形式。它评估注意力功能主要在三个方面：选择性注意力、持续注意力和心理转移。

## 测试子集
这些子集包括以下内容： 
- 地图搜索：看着费城的地图，受试者搜索符号（选择性注意）。
- 电梯计数：受试者听到一系列提示音，并且必须指出楼层号。
- 视觉电梯：受试者必须上下数以响应一系列视觉呈现的“楼层”。
- 电话搜索：受试者必须识别模拟的电话簿中的符号，在某些版本中同时计算音频。
- 抽奖：受试者被要求聆听录音带上的“中奖号码”，然后写下指定号码前面的两个字母。

## 儿童日常注意力测试
另一个适用于6至15岁儿童和青少年的版本，称为儿童日常注意力测试（TEA-Ch）。TEA-Ch 有9个子集和两种并行形式。测试时间为55至60分钟。
选择性注意力需要通过两项能够从干扰物中检测目标的任务来完成： 
- 天空搜索
- 地图任务

持续注意力通过四项任务来完成：
- 分数
- 得分DT
- 代码传输
- 步行/不步行

## 延伸阅读
- Strauss, Esther; Sherman, Elizabeth M.; Spreen, Otfried. . Oxford: Oxford University Press. 2006  [14 July 2013]. ISBN 978-0-19-515957-8. （原始内容存档于2020-07-28）.